# Lupparia valida
Lupparia valida är en kackerlacksart som först beskrevs av Bei-Bienko 1958.  Lupparia valida ingår i släktet Lupparia och familjen småkackerlackor. Inga underarter finns listade i Catalogue of Life.